# Municipio de Enterprise (condado de Faulk)
El municipio de Enterprise (en inglés, Enterprise Township) es una subdivisión territorial del condado de Faulk, Dakota del Sur, Estados Unidos. Según el censo de 2020, tiene una población de 15 habitantes.
Actualmente es una subdivisión exclusivamente territorial. El municipio está inactivo.

## Geografía
Está ubicado en las coordenadas 45°12′4″N 99°15′25″O / 45.20111, -99.25694 (45.20112, -99.25693). Según la Oficina del Censo de los Estados Unidos, tiene una superficie total de 91,95 km², de la cual 86,71 km² corresponden a tierra firme y (5,7 %) 5,24 km² es agua.

## Demografía
Según el censo de 2020, hay 15 personas residiendo en la zona. La densidad de población es de 0,17 hab./km². El 93,33 % son blancos y el 6.67% es de una mezcla de razas. Del total de la población, el 6.67 % es hispano o latino.